# Clinton (Oklahoma)
Clinton es una ciudad ubicada en los condados de Custer y Washita en el estado estadounidense de Oklahoma. En el año 2010 tenía una población de 	9033 habitantes y una densidad poblacional de 371,73 personas por km².

## Geografía
Clinton se encuentra ubicada en las coordenadas 35°30′34″N 98°58′27″O / 35.50944, -98.97417 (35.509369, -98.974063).

## Demografía
Según la Oficina del Censo en 2000 los ingresos medios por hogar en la localidad eran de $27,051 y los ingresos medios por familia eran $32,242. Los hombres tenían unos ingresos medios de $24,588 frente a los $18,596 para las mujeres. La renta per cápita para la localidad era de $14,606. Alrededor del 18.9% de la población estaban por debajo del umbral de pobreza.